# Clasificación para el Campeonato Europeo de Baloncesto Masculino de 2013
La Clasificación para el Eurobasket 2013 se disputó entre 31 selecciones nacionales europeas en las que se jugaban el pase al torneo que se celebrará en Eslovenia. De esas 31 selecciones, pasarían los primeros, segundos y mejores terceros del total de los grupos.
El torneo no tendrá sede en ningún sitio en específico sino que se disputará a ida y vuelta entre los equipos de cada grupo.

## Organización
La primera fase la disputarán todas las selecciones, agrupadas por grupos de cinco equipos cada uno y uno de seis. Los primeros clasificados accederán directamente al europeo, al igual que los segundos. En cambio los cuatro mejores terceros de los seis acompañarán a los nombrados antes.
Los no clasificados se quedarán sin participarlo.

## Composoción

### Cabezas de serie al sorteo
El sorteo de la clasificación se llevó a cabo en Freising, Alemania.
| Pot 1                                             | Pot 2                                                       | Pot 3                                              | Pot 4                                                         | Pot 5                                                    | Pot 6    |
| ------------------------------------------------- | ----------------------------------------------------------- | -------------------------------------------------- | ------------------------------------------------------------- | -------------------------------------------------------- | -------- |
| Serbia Turquía Alemania Finlandia Georgia Croacia | Ucrania Bulgaria Polonia Bosnia y Herzegovina Israel Italia | Montenegro Letonia Bélgica Portugal Hungría Suecia | República Checa Estonia Países Bajos Suiza Austria Azerbaiyán | Bielorrusia Eslovaquia Rumania Albania Luxemburgo Chipre | Islandia |

- Datos: Q2502939
- Multimedia: Qualification for EuroBasket 2013 / Q2502939